# Onzième collège du Nord (Avesnes) de 1831 à 1848
Le 11e collège du Nord (Avesnes) était l'une des 12 circonscriptions législatives françaises que comptait le département du Nord pendant la Monarchie de Juillet.

## Description géographique et démographique
Le 11e collège électoral du Nord était situé à la périphérie de l'agglomération Avesnoise. Située entre la Belgique et les arrondissements de Valenciennes et de Cambrai, la circonscription est centrée autour de la ville de Avesnes-sur-Helpe. 
Elle regroupait les divisions administratives suivantes : Canton d'Avesnes-sur-Helpe-Nord ; Canton d'Avesnes-sur-Helpe-Sud  ; Canton de Bavay ; Canton de Berlaimont ; Canton de Landrecies ; Canton de Maubeuge ; Canton du Quesnoy-Est  ; Canton du Quesnoy-Ouest  ; Canton de Solre-le-Château et le Canton de Trélon. 

## Historique des députations
| Législature    | Début de mandat | Fin de mandat   | Député élu                     | Parti politique              | Observations |
| -------------- | --------------- | --------------- | ------------------------------ | ---------------------------- | ------------ |
| 2e législature | 5 juillet 1831  | 25 mai 1834     | Alphonse Taillandier           | Opposition constitutionnelle |              |
| 3e législature | 21 juin 1834    | 3 octobre 1837  | Eugène Antoine François Merlin | Conservateur                 |              |
| 4e législature | 3 février 1838  | 2 février 1839  | Antoine Philibert Marchant     | Centre                       |              |
| 5e législature | 2 mars 1839     | 12 juin 1842    | Antoine Philibert Marchant     | Centre                       |              |
| 6e législature | 9 juillet 1842  | 6 juillet 1846  | Antoine Philibert Marchant     | Centre                       |              |
| 7e législature | 1er août 1846   | 24 février 1848 | Louis Henri Armand Béhic       | Centre droit                 |              |